# Kofta meshweya
Le kofta meshweya sono spiedini a base di carne tipici di diversi paesi dell'area mediorientale.
Tra gli ingredienti principali figurano la cipolla, l'aglio e il prezzemolo tritati, oltre ad alcune spezie come cumino e paprica. Sono cotte alla brace nella forma di polpette infilzate in spiedini.